# 小谷真理
小谷 真理（こたに まり、1958年7月11日 - ）は、日本のSF&ファンタジー評論家。
『女性状無意識』で第15回（1994年）日本SF大賞受賞。日本SF作家クラブ会員、「ジェンダーSF研究会」発起人。ヒロイック・ファンタジー＆ファンタジーのファンクラブ「ローラリアス」副会長。日本ペンクラブ女性作家委員会委員長を務めた。
富山県生まれ、北里大学薬学部薬学科卒業。

## 言論
小谷はSFとファンタジーをフェミニズム的観点で論じている。山田和子などの先駆はあるが、日本のSF・ファンタジー評論に、初めて本格的にフェミニズム的観点を導入した。
1997年のメディアワークス発売の『オルタカルチャー―日本版』内のコラムにおいて、評論家の山形浩生から、小谷の著作はパートナーの巽孝之が代筆している（ほどそっくりである）と揶揄されたとして、全国紙での謝罪広告と3300万円の損害賠償を求めて小谷は東京地方裁判所に訴えた。東京地裁は2001年の判決でメディアワークスと山形にホームページでの謝罪と330万円の賠償を命じた。
なお、笙野頼子は、近年行っている「純文学論争」の延長の「男性評論家批判」活動で、「山形・小谷事件」での「テクスチャル・ハラスメント」概念を引用し、「男性の評論家たちは、女性作家たちの文学的成果を無視している」と主張している。
選択的夫婦別姓制度導入に賛同。

## 経歴
- 1958年、富山県に生まれる。
- 1978年、第17回日本SF大会〈ASHINOCON〉にスタッフとして参加。仮装パーティーに於いて、エドガー・ライス・バローズの『火星の秘密兵器』（創元SF文庫）の表紙イラスト（武部本一郎によるもの）を真似た格好で参加。他の参加者がその姿を見て『海のトリトン』の仮装だと勘違いし、本人も強く否定しなかったことから、いつの間にか海のトリトンが日本のコスプレ第1号と言われるようになったとされる[要出典]ほどの草分け的な存在。
- 北里大学薬学部薬学科卒業後、薬剤師として湘南赤十字血液センターに勤務[13][リンク切れ]。
- 1987年、SFファン活動で知り合った、巽孝之と結婚。
- 1989年、湘南赤十字血液センターを退職し、評論家として独立。
- 1991年、共訳書『サイボーグ・フェミニズム』でBABEL国際翻訳大賞・日本翻訳大賞思想部門受賞。
- 1994年、『女性状無意識』で第15回日本SF大賞受賞[14]。
- 2000年、柏崎玲央奈・工藤央奈とともに「ジェンダーSF研究会」を創設。
- 2002年、日本ファンタジーノベル大賞選考委員となる（第14回から）。
- 2003年、日本ペンクラブ女性作家委員会委員長に就任。
- 2004年、『エイリアン・ベッドフェロウズ』で第4回センス・オブ・ジェンダー賞特別賞に選ばれるが、辞退。
- 2021年度、SFファンダムでの活動により、柴野拓美記念・日本SFファンダム賞(略称：柴野章)を受賞。

## 人物
映画監督押井守のファンで、一番好きな作品に『GHOST IN THE SHELL / 攻殻機動隊』を挙げ、やはり「攻殻機動隊」のオープニングの描写とタイトルバックが一番心に残っていると語る。
薬剤師及び衛生検査技師の免許を取得している。
1978年に日本SF大会で初めてコスプレを披露した。

## 作品リスト

### 単著
- 『女性状無意識―女性SF論序説』勁草書房、1994年
- 『聖母エヴァンゲリオン』マガジンハウス、1997年
- 『ファンタジーの冒険』筑摩書房<ちくま新書>、1998年
- 『おこげノススメ―カルト的男性論』青土社、1999年
- 『ハリー・ポッターをばっちり読み解く7つの鍵』平凡社、2002年
- 『エイリアン・ベッドフェロウズ』松柏社、2004年
- 『テクノゴシック』ホーム社、2005年
- 『星のカギ、魔法の小箱―小谷真理のファンタジー&SF案内』中央公論新社、2005年
- 『リス子のSF、ときどき介護日記』以文社、2010年
- 『性差事変―平成のポップ・カルチャーとフェミニズム』青土社、2021年11月

### 共著ほか
- 上野千鶴子・宮台真司・斎藤環ほか『バックラッシュ! なぜジェンダーフリーは叩かれたのか?』双風舎、2006年6月。ISBN 978-4902465099。
- 監修 『ファンタジー世界用語事典』辰巳出版、2015年

### 訳書
- ダナ・ハラウェイ、ジェシカ・アマンダ・サーモンスン、サミュエル・R・ディレイニー『サイボーグ・フェミニズム』
（巽孝之と共訳、トレヴィル、1991年／増補版・水声社、2001年）
- マーリーン・S・バー『男たちの知らない女―フェミニストのためのサイエンス・フィクション』
（栩木玲子、鈴木淑美共訳、勁草書房、1999年）
- ジョアナ・ラス『テクスチュアル・ハラスメント』（編訳、インスクリプト、2001年）

## テレビ出演
- BSアニメ夜話（NHK BS2）
  - 第2弾第4夜 機動戦士ガンダム（2004年10月28日）
  - 第12弾第2夜 海のトリトン（2009年2月24日）
- 100分de名著　萩尾望都 （2021年1月2日、NHK Eテレ）[17] -「トーマの心臓」担当
  - 『時をつむぐ旅人　萩尾望都』（別冊100分de名著、NHK出版、2021年5月）、放送テキスト